# Rue Mademoiselle
La rue Mademoiselle est une rue du 15e arrondissement de Paris.

## Situation et accès
La rue Mademoiselle part de la rue des Entrepreneurs, en face de l'église Saint-Jean-Baptiste de Grenelle, et aboutit à l'intersection de la rue Cambronne et de la rue Lecourbe.
Elle traverse la rue de la Croix-Nivert et la rue de l'Amiral-Roussin. La rue Gustave-Larroumet, la rue Joseph-Liouville, la rue Quinault, la rue du Docteur-Jacquemaire-Clemenceau la rue Péclet et la rue Robert-Fleury commencent ou aboutissent rue Mademoiselle.
Ce site est desservi par les stations de métro Commerce et Félix Faure.

## Origine du nom

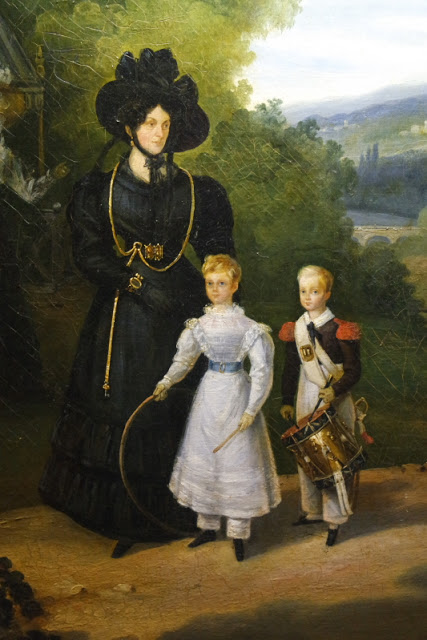
Louise d’Artois en 1826 (au centre), avec sa gouvernante, la duchesse de Gontaut, et son frère Henri.

La rue est nommée en référence à Louise Marie Thérèse d'Artois (1819-1864), fille du duc de Berry et duchesse de Parme, après que celle-ci a participé à la pose de la première pierre de l’église Saint-Jean-Baptiste de Grenelle, le 2 septembre 1827.

## Historique
La partie de cette voie des anciennes communes de Grenelle et de Vaugirard, comprise entre les rues Quinault et de la Croix-Nivert est indiquée sur le cadastre de 1804.
Elle est rattachée à la voirie de Paris en 1863.
Le 11 mars 1918, durant la première Guerre mondiale, l'usine à gaz de Vaugirard située no 33-36 rue Mademoiselle est touchée lors d'un raid effectué par des avions allemands.

## Bâtiments remarquables et lieux de mémoire
- François Heaulmé (1927-2005), artiste peintre expressionniste de l'École de Paris, vécut rue Mademoiselle dans les années 1945-1950.
- Nos 28-36 : l'arrière du bâtiment du lycée Camille-Sée.
- Nos 76-78 : immeubles Art nouveau décorés par Alexandre Bigot[3].
- No 83 : école primaire Mademoiselle.